# Leon Viorescu
Leon Viorescu (n. 1886, Botoșani - d. 1936, București) a fost un pictor român.

## Carieră

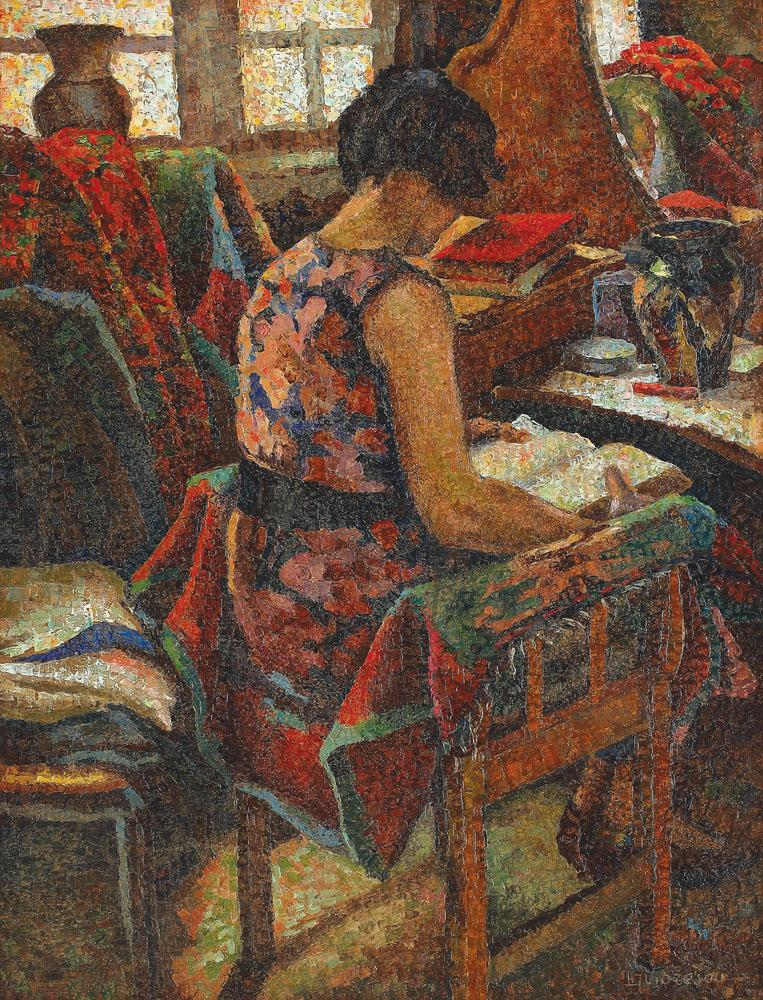
Lectură, adjudecată în 2011 cu 15.000 de euro.

Leon Viorescu a fost absolvent în 1911 al Școlii de Belle Arte din Iași, făcând parte din generația lui Ștefan Dimitrescu și Tonitza cu care a fost foarte bun prieten. Profesia sa de bază pe tot parcursul vieții a fost de funcționar în cadrul Ministerului Cultelor începând din anul 1920. Stabilitatea financiară pe care i l-a dat locul de muncă a fost determinantă pentru traseu său artistic din arta plastică. Astfel, Leon Viorescu, alege pointilismul ca principalul mod de exprimare plastică abordat, stil pe care-l reinterpretează în stilul său propriu despre ce ar trebui să fie pictura. A creat în acest mod o atmosferă proprie ce-i aparține în totalitate, preluând doar o fațetă din această tehnică și anume acea sacadație a tușelor cu care construiește imaginile. Principala diferență dintre Signac, Dărăscu și Viorescu este exceptarea voită a interogației luminii. Viorescu în principal descompune mai întâi forma după care recompune cu minuțiozitate întregul.
Viorescu a abordat peisajul, interioare, naturi statice, toate aceste definindu-l ca un maestru interbelic. Dintre toate temele, cele mai preferate au fost compozițiile de interioare la care se remarcă îndeosebi atmosfera creată, tipică și inconfundabilă.
La Salonul Oficial din primăvara anului 1936 au fost expuse postmortem, optsprezece lucrări semnate de Leon Viorescu.

## Critică de artă
- Nicolae Tonitza

„LEON VIORESCU nu este - pentru înțelegerea curentă - nici un artist perfect, nici un original. 

Nu mânuiește penelul cu verva grigorescianismului plăcințiu al cutărui maestru „specific românesc” - și nici nu cată să exercite, scrijelind retina, cu afectarea morfinomanică braco - picaso -latiană, a atâtor desrădăcinați.

Fiindcă Leon Viorescu ignorează moda, ignorează trucul, ignorează până și inofensivele rețete tehnice, transmise din atelier în atelier, cari, suplinind experiențele seculare, ușurează munca lucrătorului și-i liberează căile creațiunii.

E în opera lui, însă, o atențiune, o sinceritate - (oh! blestemat cuvânt compromis de cronicari!!) - o nu știu ce cucernicie, o fierbere lăuntrică,  O IZBUCNIRE NEPREFĂCUTĂ A UNUI SENTIMENT ÎNCĂ NEINTÂLNIT IN PLASTICA ROMÂNEASCĂ și pe care - vag - l'aș putea compara cu sentimentul ce se ițește și perzistă, - dându-i o particulară coloratură - în DOINA noastră bătrână...

Din toată opera acestui pictor, se mai degajează totuș nu știu ce sfântă resemnare, nu știu ce evanghelică umilință, care te surprinde, te încântă ca un psalm - și te absoarbe.

Dacă ești un adevărat artist - pornești din expoziția lui Leon Viorescu cu semntimentul că ai poposit o clipă pe tărâmuri neprihănite și biblic odhnitoare. Parc'ai fi primit un nou botez...”—Universul Literar Anul XLIII, No.5, 30 ianuarie 1927, pag. 76.

## Galerie imagini

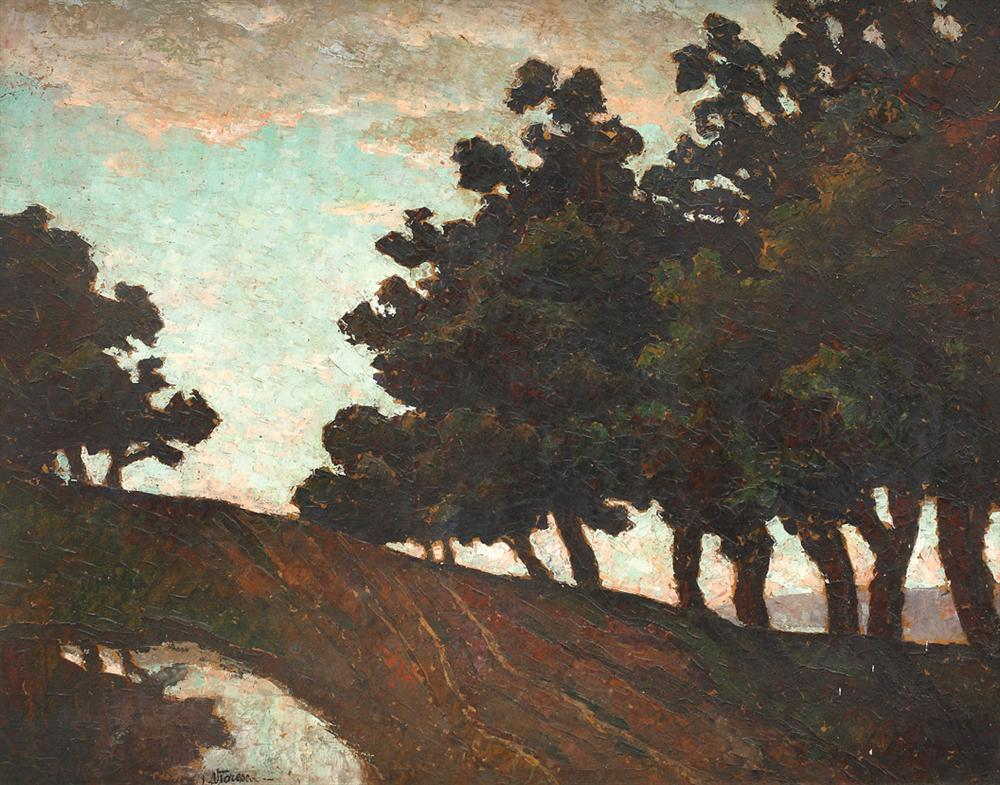
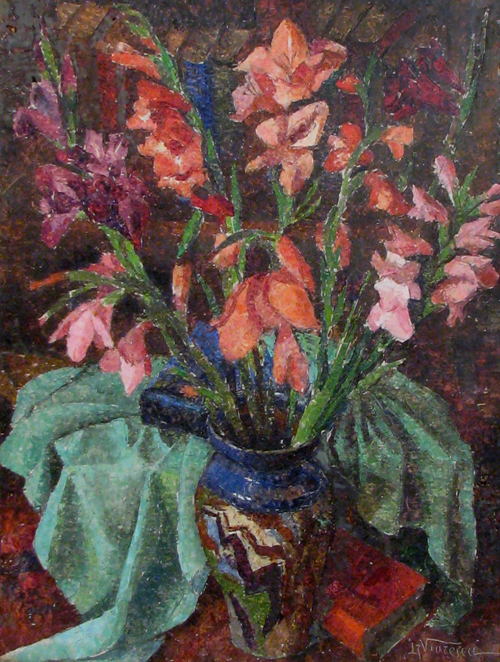
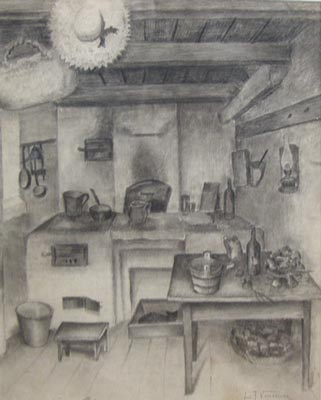
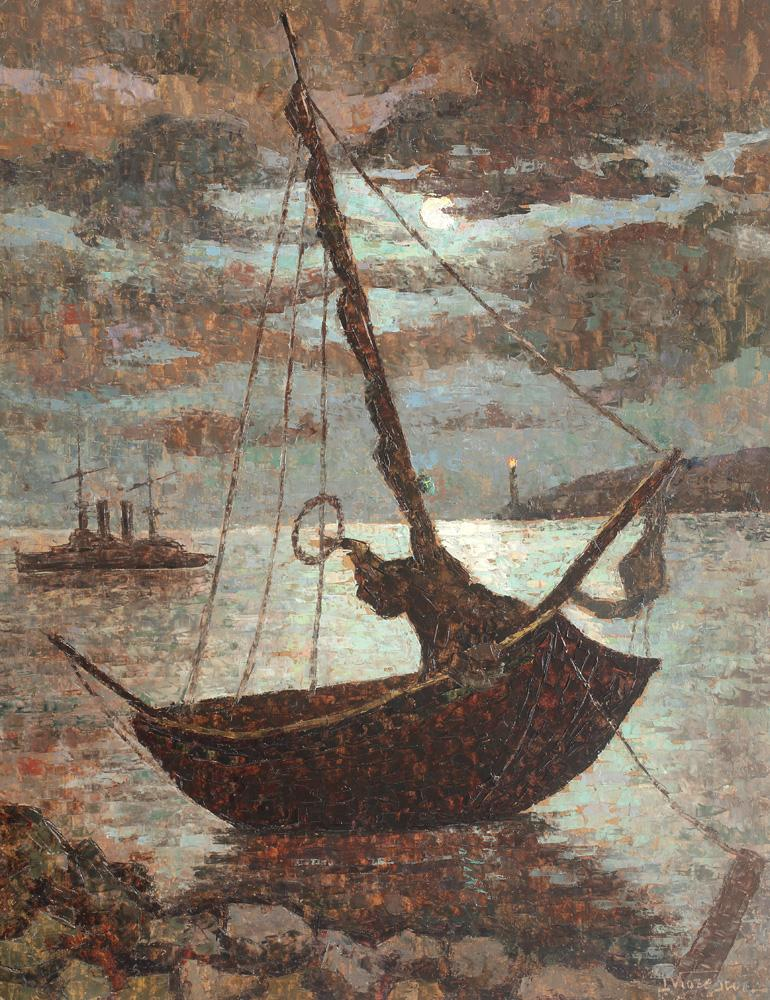
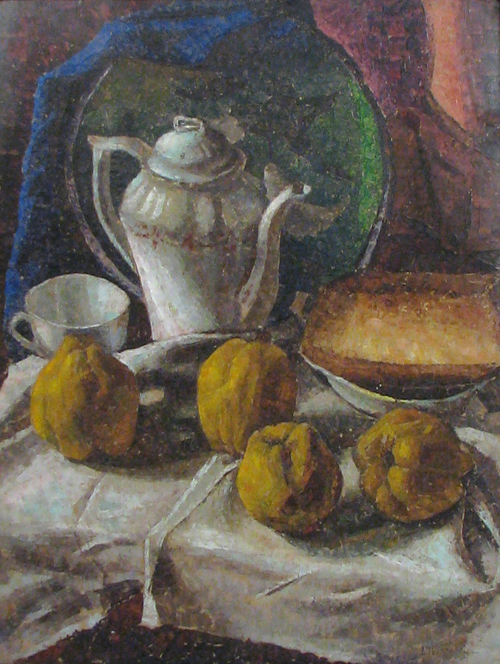
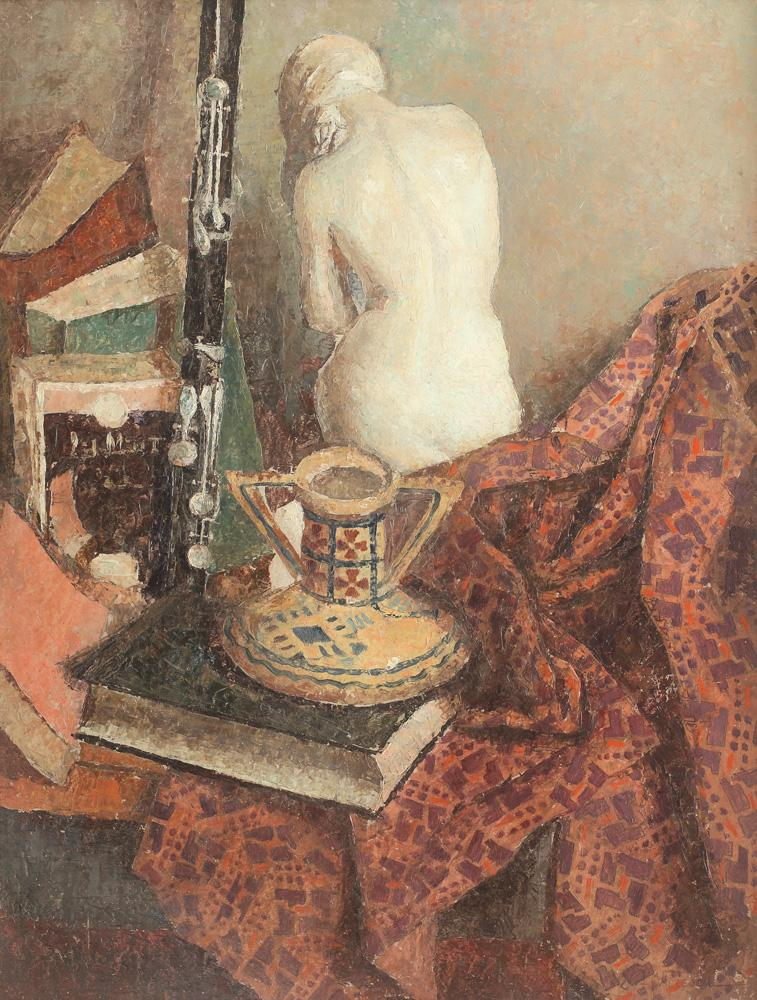
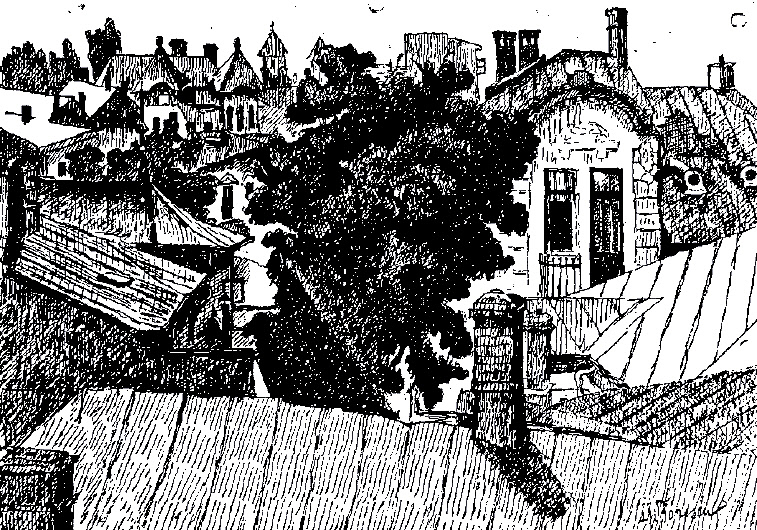
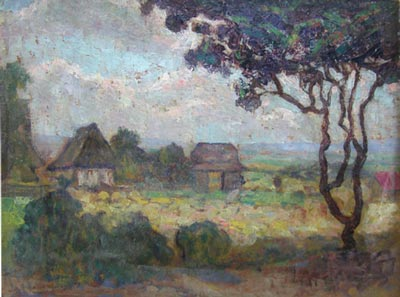
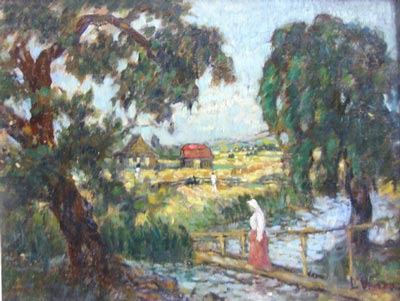
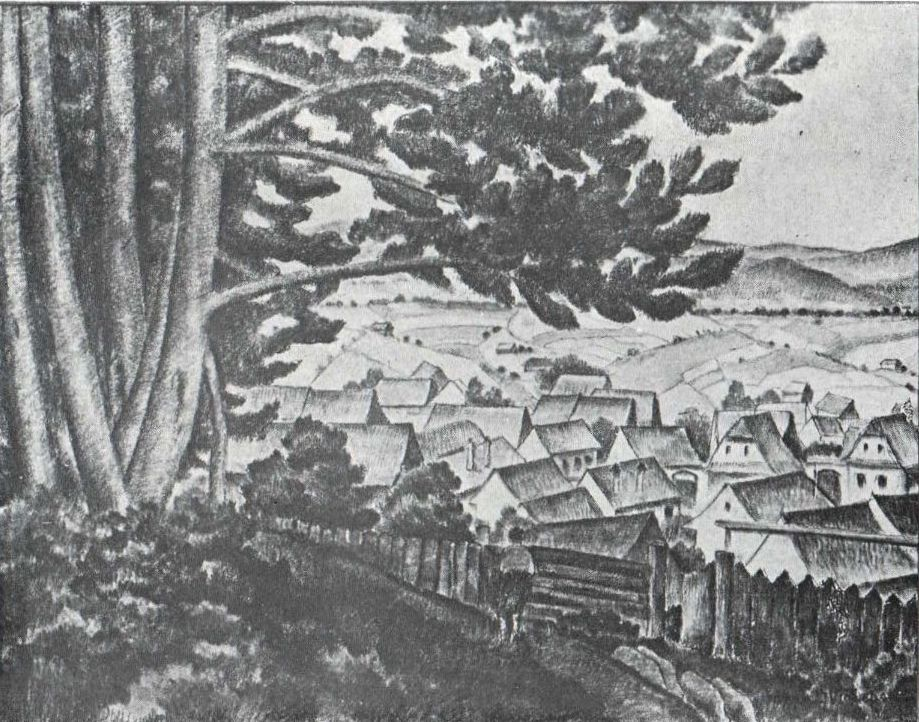
Țara Bârsei - grafică prezentă la Salonul Oficial de desen și gravură din 1932